# Museo d’Arte Islamica

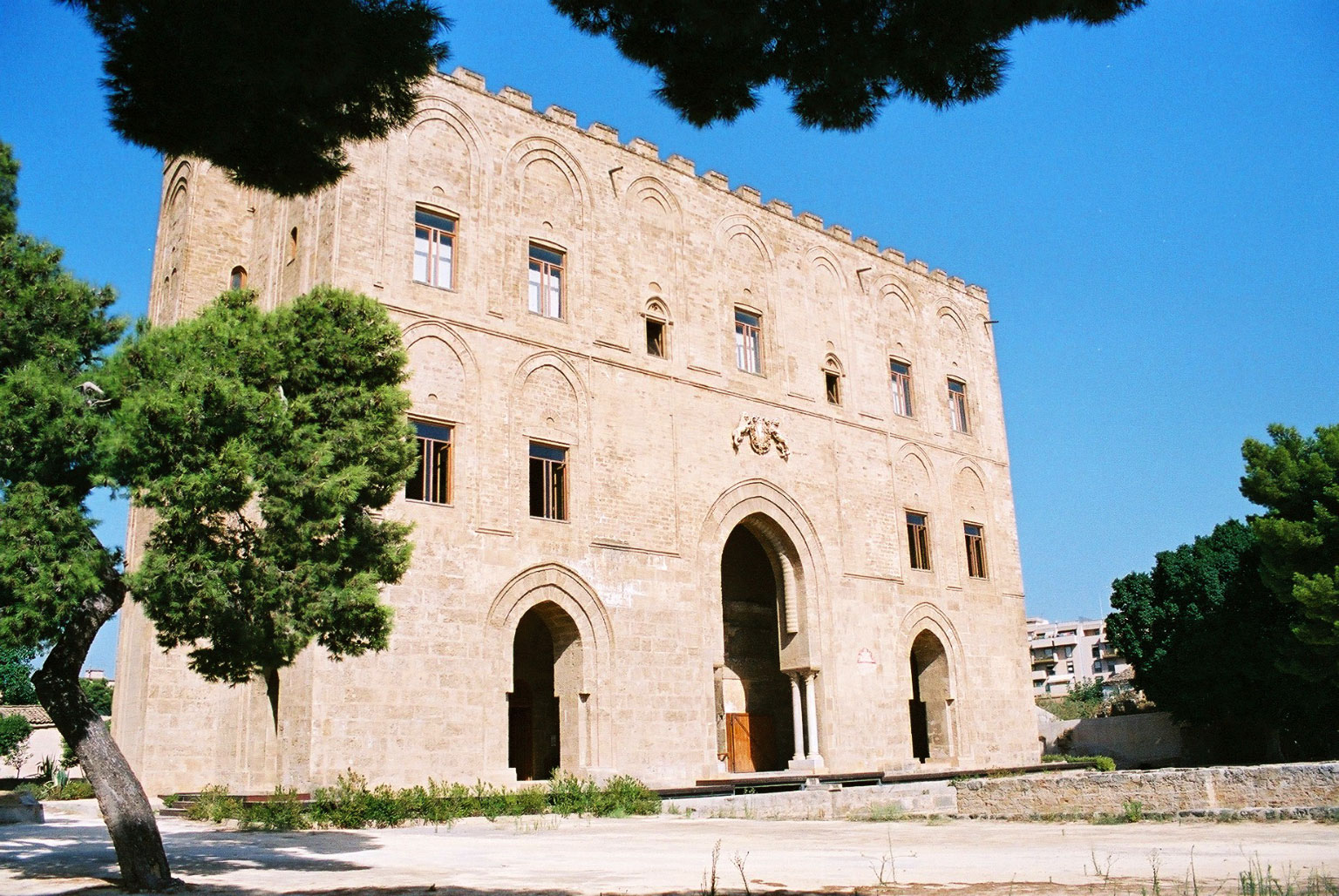
Museum für Islamische Kunst in der Zisa

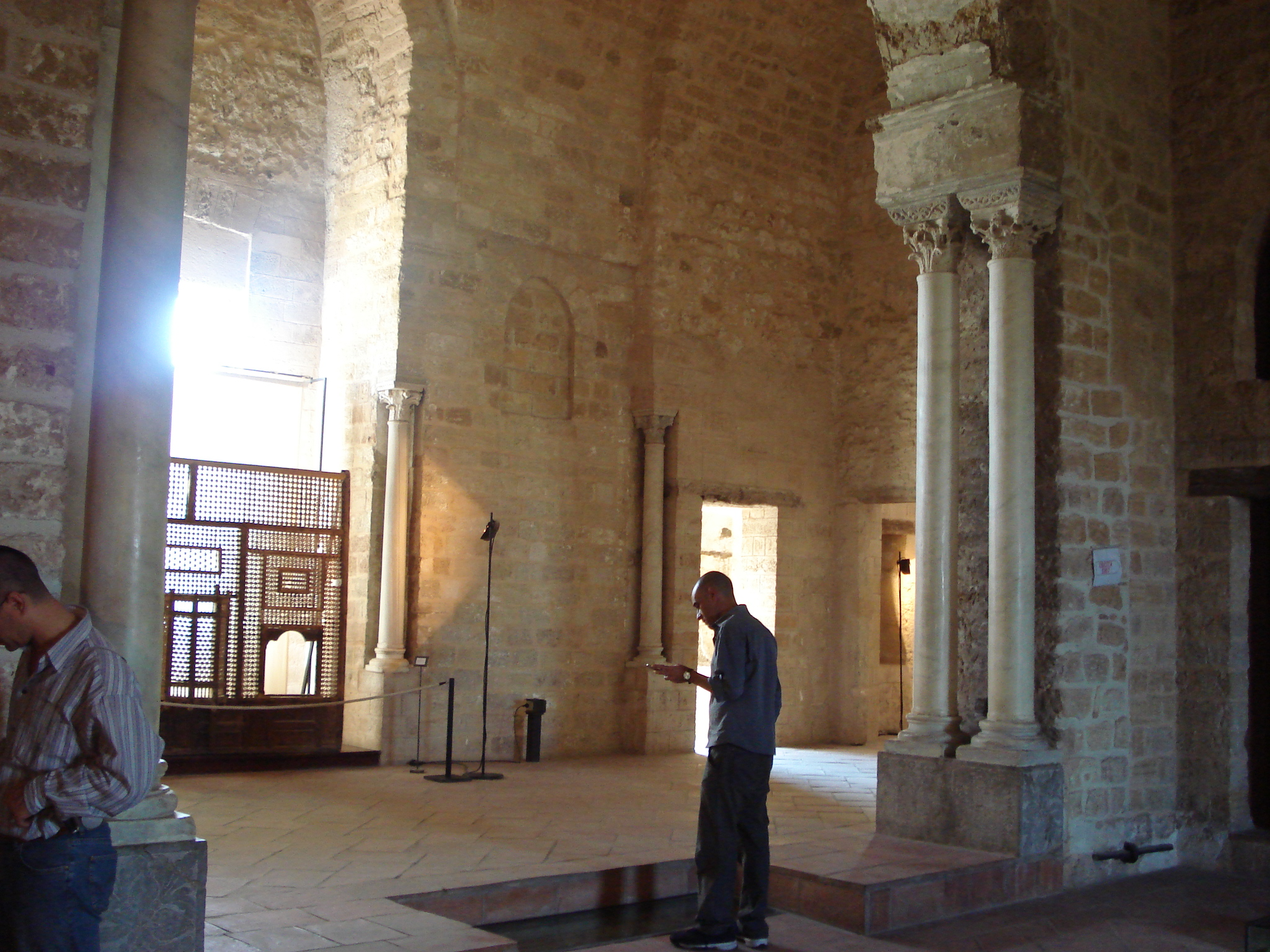
Ausstellungsräume im Obergeschoss der Zisa

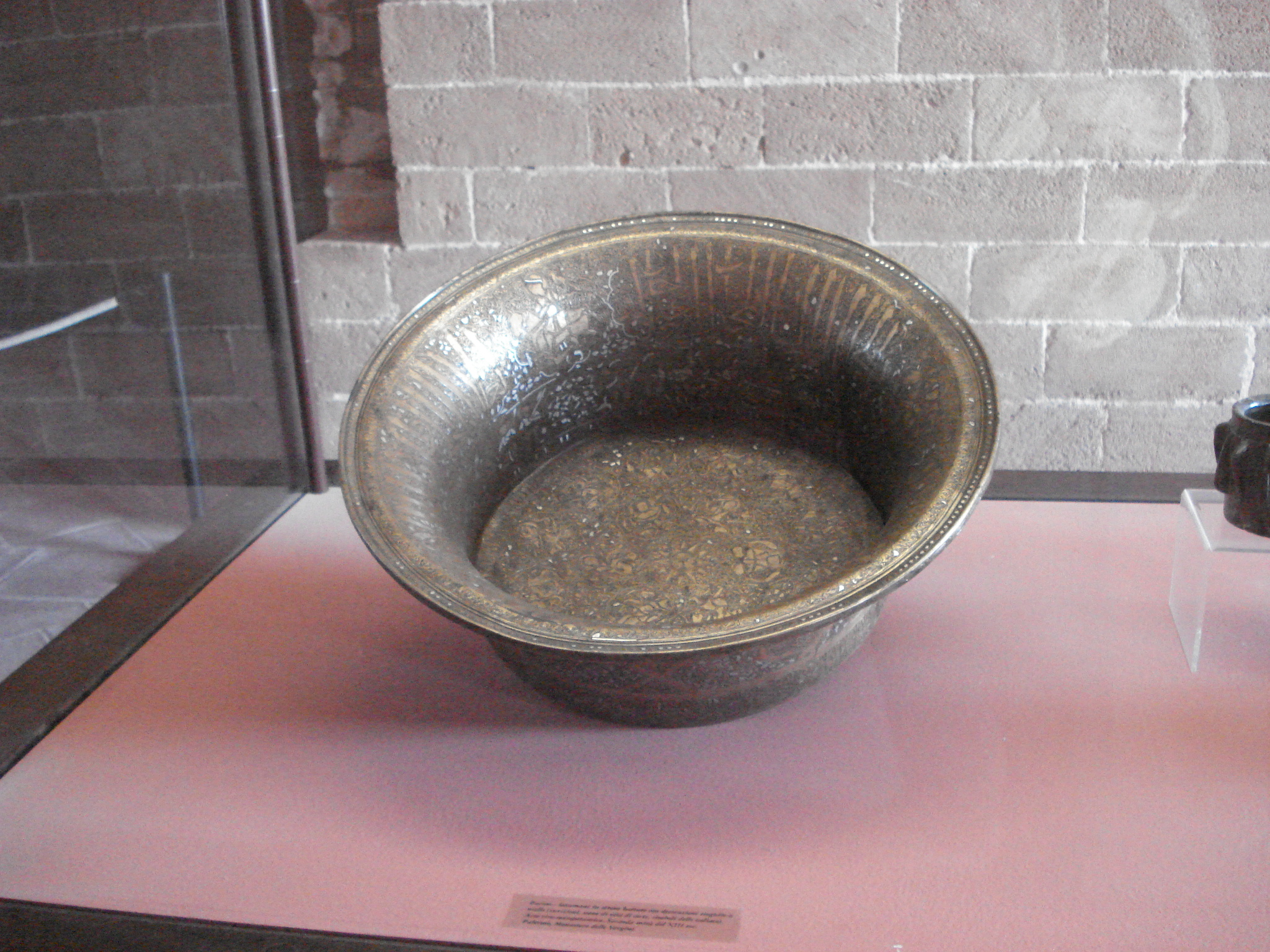
Gefäß mit kufischem Schriftzug

Das Museo d’Arte Islamica (Museum für Islamische Kunst) in Palermos Schloss La Zisa zeigt Gegenstände islamischer Kunst, die jedoch größtenteils nicht aus der Zeit der arabischen Vorherrschaft auf Sizilien (9.–11. Jahrhundert) stammen, sondern aus der Normannenzeit (11.–12. Jahrhundert), als der Einfluss islamischer Kultur auf Sizilien noch sehr groß war. Einige Exponate stammen auch aus anderen islamischen Ländern am Mittelmeer.
Die Architektur des Gebäudes ist wesentlich von arabischen Einflüssen bestimmt.

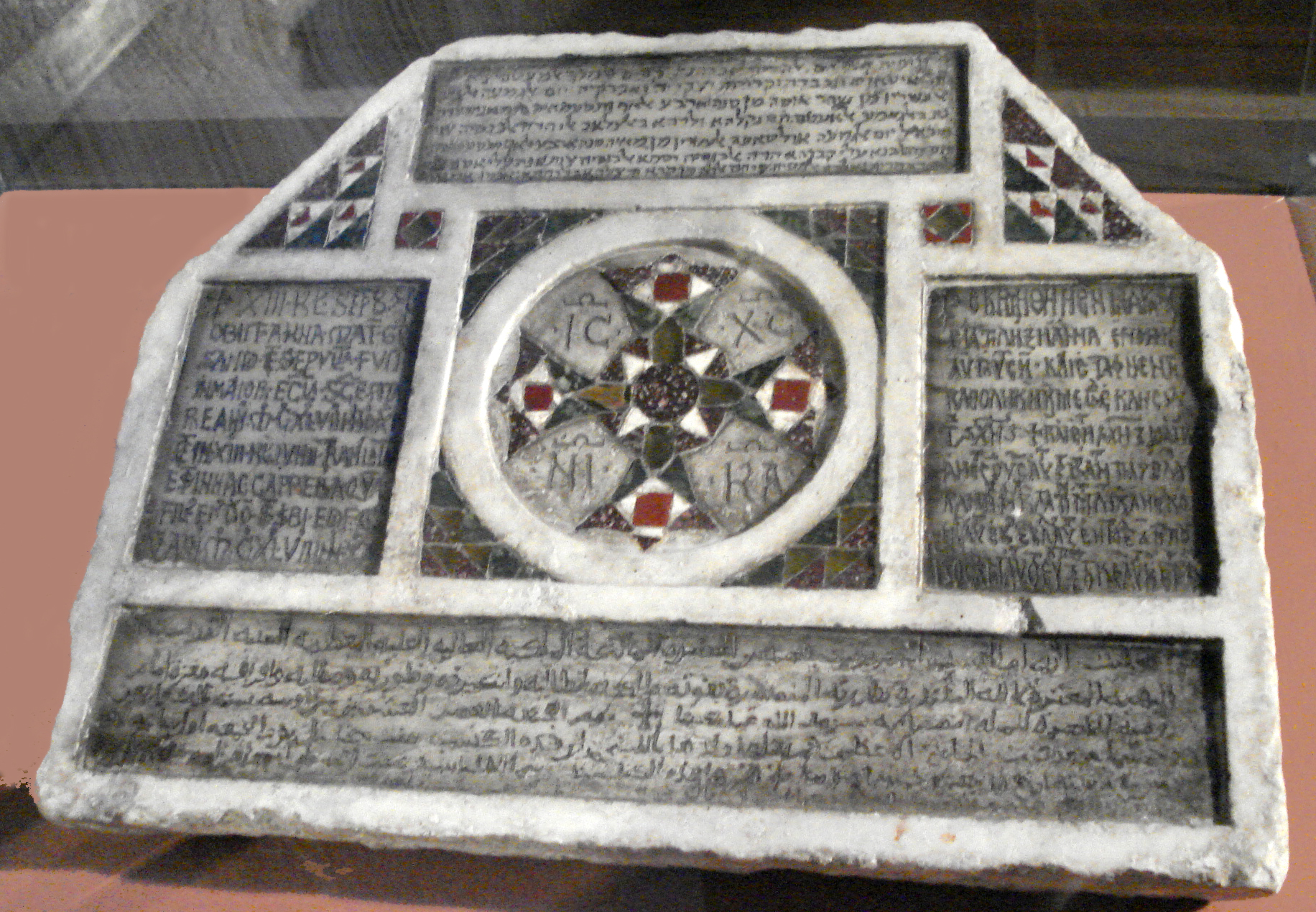
Grabstein mit viersprachiger Inschrift: Hebräisch, Lateinisch, Byzantinisches Griechisch und Arabisch

Ein großer Teil der Exponate sind Keramiken, die aus dem 11.–12. Jahrhundert stammen und in Palermo ausgegraben wurden, teilweise vor der Zisa selbst bei Restaurierungsarbeiten im Jahr 1972. Es handelt sich dabei um glasierte Amphoren, Schalen, Öllampen und andere glasierte Gefäße. Die Amphoren haben je nach ihrem Verwendungszweck, zum Beispiel dem Transport von Flüssigkeiten oder der Aufbewahrung von Lebensmitteln, unterschiedliche Formen. Daneben sind auch andere Gebrauchsgegenstände wie zum Beispiel Kerzenständer, Schüsseln, Becher, Mörser aus unterschiedlichen Gebieten des Mittelmeerraums ausgestellt. Diese Gegenstände sind hauptsächlich aus geschmiedetem Messing hergestellt. Viele davon sind mit Gravuren verziert und mit Inschriften in kufischer Schrift versehen. Ein Handwaschbecken aus dem 13. Jahrhundert trägt Inschriften und grafische Verzierungen, u. a. Szenen aus dem höfischen Leben und die Tierkreiszeichen. An einigen Fenstern stehen „Musciarabia“, eine Art Paravent aus Holz, die wie eine Stoffspitze verschiedene Ornamente und Muster aufweisen. Ein Grabstein aus Marmor ist mit farbigen Einlegearbeiten versehen, in der Mitte ein Kreuz, das von dreieckigen Mustern umgeben ist. Die Grabinschrift ist in lateinischer, griechischer, arabischer und hebräischer Schrift verfasst und bildet so ein anschauliches Beispiel für das Nebeneinander der verschiedenen Kulturen im Sizilien der Normannenzeit, das den arabisch-byzantinisch-normannischen Stil hervorgebracht hat.